# Nervus cutaneus femoris lateralis

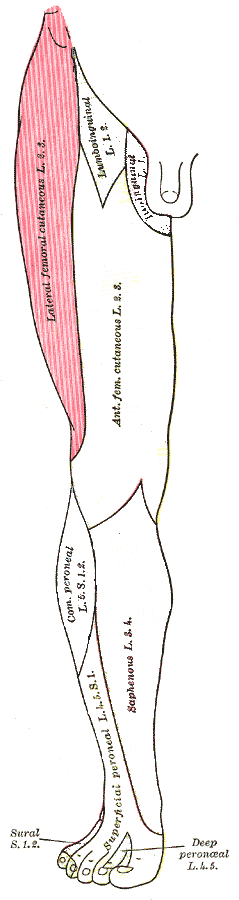
Innervationsgebiet des Nervus cutaneus femoris lateralis

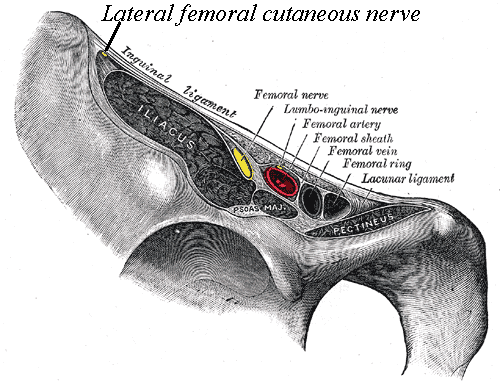
Frontolaterale Ansicht der rechten Beckenseite. Oben links ist der Ansatz des Leistenbandes am Darmbeinstachel unter dem der Nerv von zentral nach distal verläuft zu sehen

Der Nervus cutaneus femoris lateralis (umgangssprachlich auch Jeansnerv) ist ein rein sensibler Ast des Beinnervengeflechts (Plexus lumbalis) aus den Segmenten L2-L3, der den seitlichen Oberschenkel sensibel versorgt.
Nach Verlassen des Musculus psoas major verläuft er unter der Faszie des Musculus iliopsoas in Richtung Spina iliaca anterior superior. Medial von ihr verlässt er das Becken durch die Lacuna musculorum und zieht, anfangs kurz unter der Fascia lata, dann oberhalb von ihr zur Haut des lateralen Oberschenkels.
Da der Nerv beim Verlassen des Beckens in einem Winkel von etwa 80° nach kaudal abknickt, kann es (besonders bei einer starken ausgeprägten Extension) zu einer Kompression des Nervs mit entsprechenden Sensibilitätsstörungen kommen. Durch den weiter mittig verlaufenden Musculus iliopsoas wird er ebenfalls nicht selten komprimiert, wodurch ein typisches Nervenkompressionssyndrom entsteht, die Meralgia paraesthetica. Außerdem wird er an dieser Stelle auch nur in sehr geringem Maße von umliegendem Fettgewebe geschützt.